# Chlaenius infantulus
Chlaenius infantulus es una especie de escarabajo de la familia Carabidae.

## Distribución geográfica
Se distribuye por el paleártico: sur de la península ibérica y el noroeste del Magreb.